# Corditubera staudtii
Corditubera staudtii är en svampart som beskrevs av Henn. 1897. Corditubera staudtii ingår i släktet Corditubera, ordningen Boletales, klassen Agaricomycetes, divisionen basidiesvampar och riket svampar.   Inga underarter finns listade i Catalogue of Life.